# Rodolfo III di Tubinga

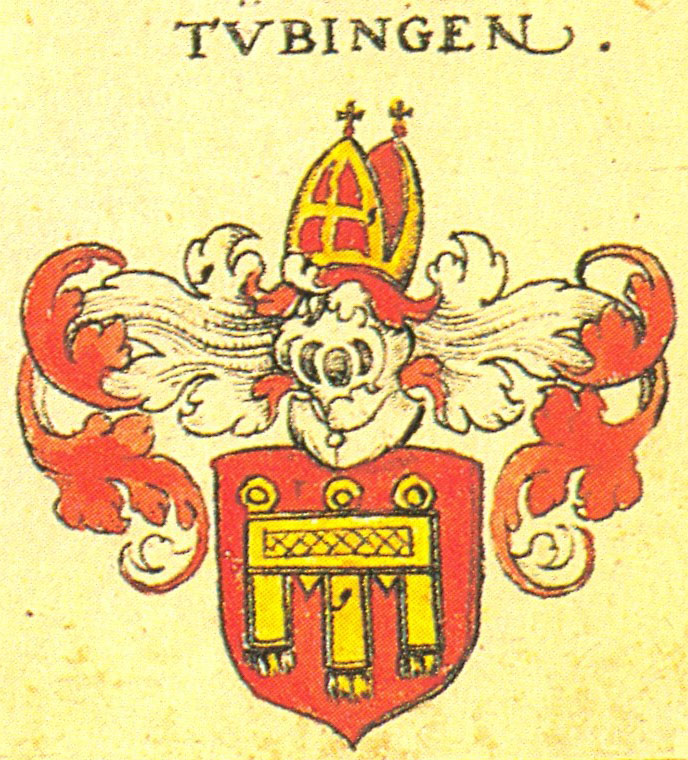
Lo stemma del ramo di Tubinga-Herrenberg tratto dal libro degli stemmi di Johann Siebmacher.

Rodolfo III di Tubinga, noto anche come Rodolfo di Scheer (in tedesco Rudolf der Scheerer) (... – Vienna, 12 maggio 1277), fu conte di Scheer e di Herrenberg e Vogt di Sindelfingen come Rodolfo I.

## Origini
Il conte Rodolfo III era il figlio minore del conte palatino di Svevia Rodolfo II di Tubinga e una figlia del margravio Enrico di Ronsberg. Soprattutto sui suoi sigilli lo si trova indicato come «figlio del conte palatino Rodolfo II».
Fu spesso in contrasto con sua la famiglia, rimanendo molto spesso nella città di Scheer, lontano dai luoghi di origine della casa di Tubinga. Rodolfo è il capostipite della linea di Herrenberg della casa di Tubinga, il quale assunse il cognome di Scheerer a partire dal soprannome di Rodolfo III, datogli in virtù della sua residenza prediletta.

## Biografia
Nelle fonti viene menzionato per la prima volta nel ruolo di conte in un documento del 1º luglio 1251, dove compare in qualità di garante in alcune questioni riguardanti suo cognato, il conte di Württemberg Ulrico I (indicato nella fonte come Ulrich von Wirtemberg). Quando Ulrico I acquistò dal vescovo di Costanza Eberardo II di Waldburg il castello di Wittlingen presso Bad Urach, Rodolfo III viene menzionato al fianco dei suoi cugini, i conti Rodolfo e Ulrico di Asperg, come garanti in caso di morte.
Dopo la morte di suo fratello, il conte palatino di Svevia Ugo IV di Tubinga (... – intorno al 1267), Rodolfo assunse la tutela dei figli del fratello, la reggenza della contea palatina di Svevia e, probabilmente, in conseguenza di ciò la tutela del monastero di Blaubeuren. Secondo un documento del 24 dicembre 1267, si dimise presto dal suddetto baliato. Dal padre Rodolfo II ereditò la tutela del monastero di Sindelfingen e la signoria sul villaggio limitrofo.
È poco noto il rapporto tra Rodolfo III e i suoi contemporanei. In un documento, nel quale porta i titoli di conte palatino e di capo dei conti, viene riportato che nel 1262, insieme a molti altri aristocratici di Svevia, incontrò a Costanza il giovanissimo duca di Svevia Corradino. Quando il conte svevo Rodolfo I d'Asburgo venne eletto re dei Romani, Rodolfo III di Tubinga e i suoi parenti delle linee di Horber e Asperger si schierarono dalla parte del nuovo sovrano. Nel gennaio 1276 Rodolfo III di Tubinga si trovava con il sovrano a Norimberga. Tuttavia, Rodolfo I non prese in considerazione il conte palatino di Svevia quando istituì gli ufficiali giudiziari imperiali, nominando, invece, suo cognato Alberto di Hohenberg come ufficiale giudiziario in Bassa Svevia.
Secondo gli Annales Sindelfingenses, Rodolfo III di Tubinga morì il 12 maggio 1277 a Vienna. Ciò indica che prese parte alla campagna di Rodolfo I d'Asburgo contro Ottocaro II di Boemia, per poi rimanere a Vienna alla corte del sovrano, in compagnia di altri aristocratici svevi. 
Come suo nonno e sua moglie Adelaide prima di lui, Rodolfo III di Tubinga venne sepolto nel suo amato monastero di Bebenhausen, nel quale il suo corpo venne traslato il 28 maggio 1277.

## Matrimonio e figli
In prime nozze sposò una sorella del conte di Württemberg Ulrico I, mentre in seconde nozze sposò Adelaide, figlia del conte Eberardo di Eberstein.
Ebbe sei figli:
- Ludovico di Scheer;
- Rodolfo II di Scheer;
- Eberardo di Scheer (... – 21 aprile 1302);
- Ugo (... – 1277);
- Uta (... – dopo il 1302), che sposò Ermanno II di Geroldseck (... – Göllheim, 2 luglio 1298);
- Agnese di Blaubeuren, che sposò il conte Ulrico II di Helfenstein (... – dopo il 17 maggio 1294).